# Slaget vid Nieśwież
Slaget vid Nieśwież var en mindre drabbning under stora nordiska kriget. Den ägde rum den 13 mars 1706 och slutade med svensk seger.
Efter att svenskarna under Karl XIIs befäl lyckats omringa 20 000 ryska soldater i inringningen av Grodno i Litauen i början av januari skickade den Zaporizjzjska hetmanen, Ivan Mazepa (kosackernas överbefälhavare), en armé på närmare 14 000 kosacker för att attackera dem i ryggen. Detta skedde på order av den ryska tsaren Peter I. Avsikten var att irritera och störa de segerrika svenska trupperna, och på sikt också undsätta de belägrade ryska soldaterna i Grodno. Detta anade dock Karl XII som genast skickade stora motoffensiver mot kosackernas många baser, en av dessa blev just slaget vid Nieśwież.

## Jakten på kosackerna
Femhundra dragoner ledda av överstelöjtnant Johan Reinhold Trautvetter ur Meijerfelts dragonregemente lyckades överraska en dubbelt så stor kosackstyrka från Starodubregementet vid staden Nieśwież den 13 mars. Kosackerna under ledning av Michail Michailovskij försökte då söka sin tillflykt till stadens starka befästning men blev inte insläppta av de polsk-litauiska och sachsiska befästningsstyrkorna. Kort därefter bestämde de sig istället för att ta bakom stadsmurarna.
De svenska trupperna anlände till staden redan tidigt nästa morgon. Detta utnyttjade överstelöjtnant Johan Reinhold Trautvetter genom att raskt beordra trehundra av sina dragoner att klättra över stadsmurarna på en avsnitt man funnit vara dåligt bevakat. Därefter kunde de snabbt besätta de närmaste stadsportarna för att sedan släppa in resten av styrkan, närmare bestämt tvåhundra dragoner. Kosackerna tog genast upp försvar vid stadens stora torg, men vid åsynen av de femhundra instormande svenskarna vek de sig av och hamnade ur formation. Kosackerna överrumplades och striden som följde varade en halv timme.
Drygt fyrahundra kosacker flydde och sökte sin lycka bland stadens hus men blev snabbt utjagade, nedhuggna eller tillfångatagna. Andra blev antagligen innebrända efter att svenskarna tänt eld på de små husen de sökt skydd inuti. Resten av de flyende befäste sig i ett av stadens kloster och lyckades på så sätt undkomma svenskarna som saknade artilleri, och möjligheten till en ny massaker blev då avvärjd.

## Förluster och efterspel
Efter att stridsröken lagt sig över staden kunde överstelöjtnant Johan Reinhold Trautvetter räkna till ett femtiotal skadade svenskar, 520 döda kosacker (inklusive översten Michail Michailovskij själv), 180 tillfångatagna, samt fyra kanoner, fyra fanor och fyra pukor som byte. 
Senare begav sig Johan Reinhold Trautvetter och hans dragoner vidare till Lachowicze för att även där belägra och stänga in 1 000 kosacker och 300 polsk-litauiska soldater i ett slott, det skulle senare komma att kallas belägringen av Lachowicze.
Den 5 maj kapitulerade de polsk-litauiska och sachsiska befästningsstyrkorna i Nieśwież, som inte släppt in kosackerna när de flytt ifrån svenskarna och något senare förstördes fästningen på order av Karl XII.